# Dedicato a una stella
Dedicato a una stella és una pel·lícula melodramàtica italiana escrita i dirigida per Luigi Cozzi. Fou exhibida com a part de la selecció oficial al Festival Internacional de Cinema de Sant Sebastià 1976.

## Sinopsi
Richard Lasky, un músic fracassat, s'enamora de la jove Stella Glisset. Es troben per casualitat en un hospital, on Richard aprèn, per un malentès, que la noia pateix una malaltia incurable: la leucèmia.

## Repartiment
- Richard Johnson - Richard Lasky
- Pamela Villoresi - Stella
- Maria Antonietta Beluzzi - Simone
- Francesco D'Adda - El Doctor
- Riccardo Cucciolla - Pare de Stella
- Mauro Curi - Germà de Stella

## Recepció
David McGillivray va fer la crítica a la pel·lícula pel Monthly Film Bulletin i va declarar que la pel·lícula "va treure totes les parades per aconseguir un plor de tres mocadors incomparable des dels dies de Love Story." McGillivray va elogiar la pel·lícula com "fotografiada perfectament per Roberto D'Ettore Piazolli "però va comprovar que la pel·lícula "amb massa freqüència les llàgrimes de la gent estan derivades dels dubtes habituals. Per què, per exemple, Richard és tan cridaner amb una noia que sap que morirà de leucèmia? I per què, en particular, Stella té tanta fe en un compositor la capacitat del qual es limita clarament a escriure partitures insípides del tipus que acompanya aquest film?".